# モーション補間
モーション補間（英語: Motion interpolation）またはモーション補正フレーム補間（英語: motion-compensated frame interpolation（ MCFI ））は、アニメーションをより流動的にするため、ディスプレイモーションブラーを補正および偽のスローモーション効果を補正するために、補間によって既存のフレーム間に中間アニメーションフレームが生成されるビデオ処理の形式。

## ハードウェアアプリケーション

### ディスプレイ
モーション補間は、HDTVやビデオプレーヤーなどのさまざまな最新のディスプレイデバイスに共通のオプション機能であり、LCDフラットパネルディスプレイで一般的な問題である、知覚されるフレームレートの向上やディスプレイのモーションブラーの軽減を目的としている。

### 表示フレームレートとの違い
ディスプレイのフレームレートは、表示されているコンテンツのフレームレートと常に同じであるとは限らない。言い換えると、高フレームレートで動作できる、または動作するディスプレイは、必ずしもモーション補間を実行、または実行する必要があることを意味するわけではない。たとえば、120 Hzで動作し24 FPSコンテンツを表示するテレビは、毎秒120の表示フレームのうち5つについて、各コンテンツフレームを表示するだけである。これは、3:2 プルダウンの必要性を排除し、当然のことながらフィルムジャダーを排除する以外は画像に影響を与えない（120は24で均等に割り切れるため）。ジャダーを排除すると、「ジャンピー」が少なく、劇場のプロジェクターの動きと一致する動きが得られる。動き補間を使用してジャダーを減らすことができるが、そうするために必須ではない。

### アドバタイズされたディスプレイフレームレートとの関係
特定のディスプレイのアドバタイズされたフレームレートは、コンテンツに関係なく、1秒あたりに表示できるコンテンツフレームの最大数、または何らかの方法でディスプレイがリフレッシュされる回数のいずれかを指す。後者の場合、モーション補間オプションの実際の存在または強度は異なる場合がある。さらに、特定のフレームレートでコンテンツを表示するディスプレイの機能は、ディスプレイがそのレートで実行されているコンテンツを受け入れることができることを意味するものではない。ほとんどの民生用ディスプレイは、60 Hzを超えるより高い周波数の信号を受け入れないが、ジャダーを排除し、ゴーストを低減し、または補間されたフレームを作成するために、追加のフレーム機能を使用する。
例として、テレビは「240 Hz」。これは、次の2つのいずれかを意味します。
1. TVは、毎秒240フレームをネイティブに表示し、既存のフレームの間に2〜8個の新しいフレームを挿入する高度なモーション補間を実行（それぞれ60 FPS〜24 FPSで実行されるコンテンツの場合）。アクティブ3D（英語版）の場合、このフレームレートは半分になる。
2. テレビはネイティブで毎秒120フレームしか表示できず、既存のフレームの間に1〜4個の新しいフレームを挿入する基本的なモーション補間が可能。通常、この場合の「120 Hz」テレビとの唯一の違いは、120Hzフレームごとに1回240Hzで点滅するストロボバックライトの追加である。ストロボバックライトの目的は、見かけの応答率を上げてゴーストを減らし、全体的にスムーズな動きを実現することである。ただし、この手法は実際のフレームレートとは関係はない。アクティブな3Dの場合、このフレームレートは半分になり、モーション補間またはプルダウン機能は通常提供されない。 600 Hzは、プラズマTVでよく宣伝される数値であり、技術的には正しいものの、1.6ミリ秒のフレーム間応答時間のみを指す。これにより、ゴーストが大幅に減少し、モーション品質が向上するが、補間やコンテンツのフレームレートとは関係はない。毎秒600フレームで撮影された民生用フィルムも、毎秒576の補間フレームを生成できるTVプロセッサもない。

## ソフトウェアアプリケーション

### ビデオ再生ソフトウェア
モーション補間機能は、いくつかのビデオプレーヤーアプリケーションに含まれている。
- WinDVDは、フレーム補間にフィリップスのTrimension（英語版）DNMを使用する[2]。
- PowerDVDは、TrueTheater Motionを使用して、DVDおよびビデオファイルを最大72フレーム/秒に補間する[3]。
- Splash PROは、最大フルHDビデオ補間にMirillisMotion²テクノロジーを使用している[4]。
- DmitriRenderは、フレーム補間をネイティブDXVAでサポートするGPU指向のフレームレート変換アルゴリズムを使用する[5]。
- Bluesky Frame Rate Converterは、AMD FluidMotionを使用してフレームレートを変換できるDirectShowフィルター[6]。
- SVP（SmoothVideo Project）は、デフォルトでMPC-HCと統合されている。有料版は、VLCを含むより多くのプレーヤーと統合できる[7]。

### ビデオ編集ソフトウェア
一部の動画編集ソフトウェアおよびプラグインは、デジタルスロービデオを強化するためのモーション補間効果を提供する。FFmpegは、そのような機能を備えたフリーソフトウェアの非対話型ツール。 Adobe After Effectsには、「ピクセルモーション」と呼ばれる機能があり、エフェクトプラグイン「Twixtor」は、ほとんどの主要なビデオ編集スイートで利用でき、同様の機能を提供する。

### バーチャルリアリティ
2016年10月6日には、オクルスVRは、非同期SpaceWarpと非同期TimeWarpなどの機能の実装により、Oculus Riftバーチャルリアリティヘッドセットでモーション補間を使用できるようになると発表した。これにより、90フレーム/秒でヘッドセットにレンダリングするのに十分な仕様がないコンピューターデバイスを使用できるようになっている。

## サイドエフェクト

### 視覚的アーティファクト
特定のブランドのテレビでのモーション補間は、画像に視覚的な異常を伴うことがある。これは、CNETのDavid Carnoyによって、画像の「小さな裂け目またはグリッチ」としてほんの一瞬で表示される。高速カメラパン中にテクノロジーが突然作動したときに、その効果が最も顕著になると付け加えている。テレビやディスプレイのメーカーは、この現象を一種のデジタルアーティファクトと呼んでいる。時間の経過とともに関連技術が改善されたため、このようなアーティファクトは最新の民生用TVで出現する頻度は低くなっているが、「フレーム間のギャップが大きいほどアーティファクトが発生する頻度が高くなる」。

### 連続ドラマ効果
フレームレートの知覚された増加の副産物として、モーション補間は「ビデオ」（対「フィルム」）の外観を導入する可能性がある。この外観は、ほんとんどのテレビドラマや2000年代以前のマルチカムシットコムの独特の外観に関連している一般に「メロドラマ効果」（ SOE）と呼ばれる。これらは通常、フィルムではなく安価な60iビデオを使用して撮影された。多くの人が、メロドラマの効果は、視聴者が舞台裏にいるかのように見えるようにすることで、映画作品の劇場的な外観を台無しにしていると不満を漏らしている。ほとんどすべてのメーカーがこの機能を無効にする方法を提供しているが、方法と用語が異なるため、 UHDアライアンスは、すべてのテレビのリモコンにモーションスムージングを無効にする「フィルムメーカーモード」ボタンを設けることを提案した。
スポーツの視聴者は、モーション補間を高く評価している。これは、カメラのパンや不安定なカメラによって生成されるモーションブラーを減らし、そのような画像の鮮明さを向上させるためである。ディスプレイラグの追加は望ましくないサイドエフェクトである可能性があるが、ビデオゲームの見かけのフレームレートを上げてよりリアルな感触にするためにも使用できる。この「ビデオルック」は、VidFIRE技術によって意図的に作成され、映画のテレレコーディングとしてのみ存続するアーカイブテレビ番組を復元する。人工的（補間）と自然（カメラ内）の高フレームレートの主な違いは、カメラ内は前述のアーティファクトの影響を受けず、フレームはリアルタイムで生成されないため、より正確な（または「本物の」）画像データを含んで、より多くのストレージスペースと帯域幅を必要とする。